# Amiota fuscata
Amiota fuscata este o specie de muște din genul Amiota, familia Drosophilidae, descrisă de Chen și Zhang în anul 2005. Conform Catalogue of Life specia Amiota fuscata nu are subspecii cunoscute.